# 갈릴레오 (우주선)
갈릴레오 호(Galileo)는 미국 항공우주국의 목성 탐사선이다. 르네상스 시대의 과학자 갈릴레오 갈릴레이의 이름을 땄다.
1989년 10월 18일 애틀랜티스 우주왕복선의 STS-34 비행에서 발사되어, 1995년 12월 7일 목성에 도착했다.
갈릴레오 호는 소행성을 접근통과하면서 처음으로 소행성의 위성을 발견했다. 또 목성의 궤도를 돌면서 목성의 대기 속으로 탐사선을 발사했다.
2003년 9월 21일 14년간의 우주 여행과 8년간의 목성 탐사를 마치고 목성의 대기 고도 9,283km 위치에서 초속 50km의 속도로 충돌하면서 그 임무를 마쳤다. 목성에 뛰어들게 한 이유로는, 목성의 위성들에 통제력을 잃은 우주선이 부딪혀서 지구의 세균에 오염될 가능성을 미연에 방지하기 위한 것이었다.
갈릴레오 우주선의 업적 중 가장 큰 발견은, 갈릴레이 위성 중 하나인 유로파의 얼음 밑에 소금을 함유한 바다가 존재할 가능성이 높다는 사실을 알아낸 것이었다.

## 갈릴레오 계획
미항공우주국이 추진한 목성탐사계획으로 목성의 대기와 표면을 관측하려고 목성 표면에 탐사선을 직접 발사하여 수행하고자 하였다. 나사는 목성 표면과 대기 조성을 알기 위해 1989년에 갈릴레오 탐사선을 목성에 발사하였다. 탐사선은 1991년 11월에 소행성 궤도를 통과하면서 가스프라 소행성의 근접 사진을 보내왔다. 또한 1995년 12월에 목성궤도에 진입해 일부는 낙하산을 타고 목성 대기속으로 들어가는 데 성공했다. 또, 목성의 위성궤도에 남은 모선은 22개월 간 계속 궤도를 따라 돌면서 목성의 표면을 관측하였다.

## 구조
궤도 주도 관측기(인공위성)와 대기권 돌입 관측기(프로프)로 구성되어 있다. 인공위성은 800x800 화소의 CCD카메라나 각종 기기들을 탑재하고, 통신용 2기와 프로프 1기를 장비하고 있다. 그 외에도 플루토늄의 붕괴열을 전기로 바꾸는 원자력 전지를 탑재하고 있다.

## 갤러리

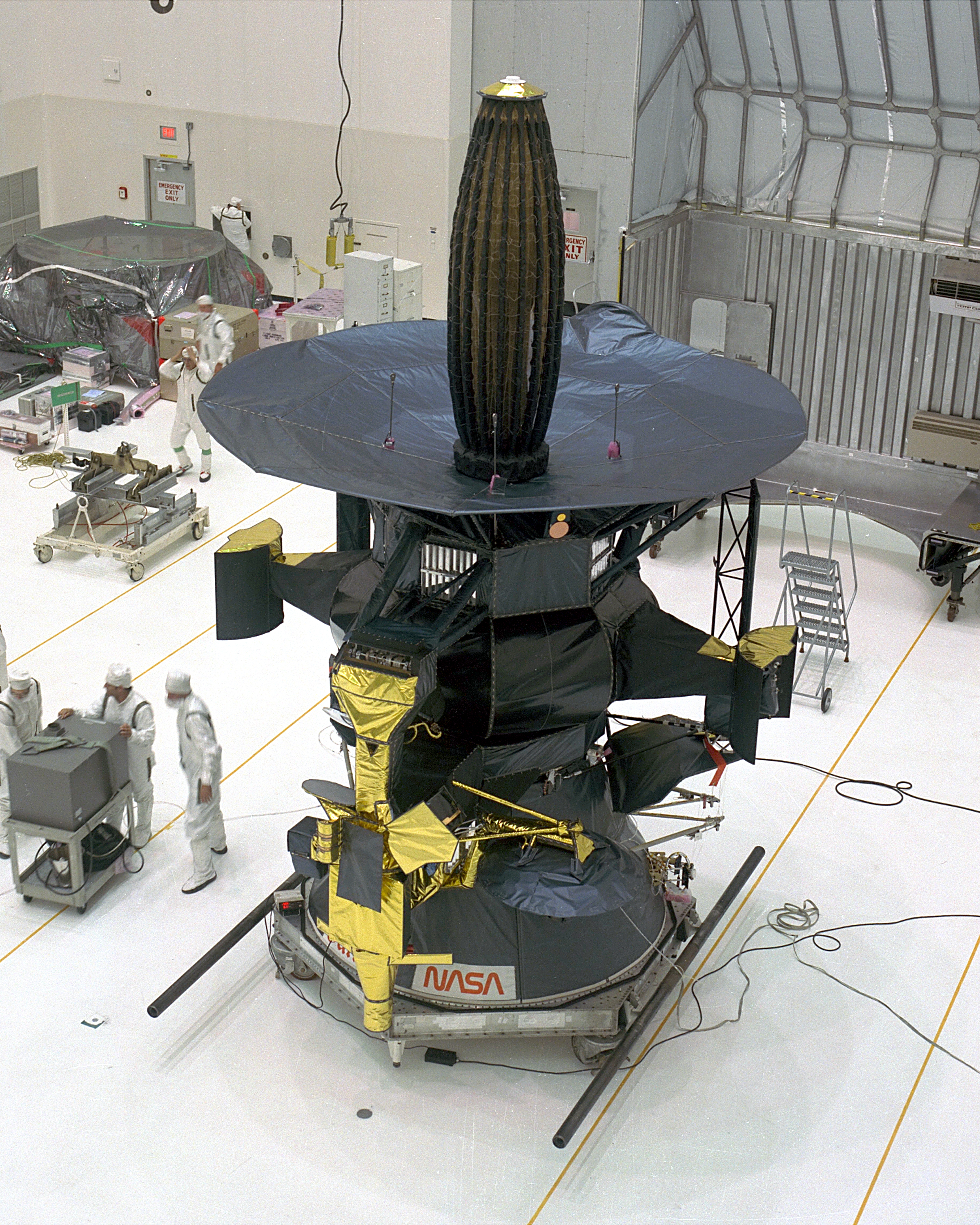
조립 중인 갈릴레오
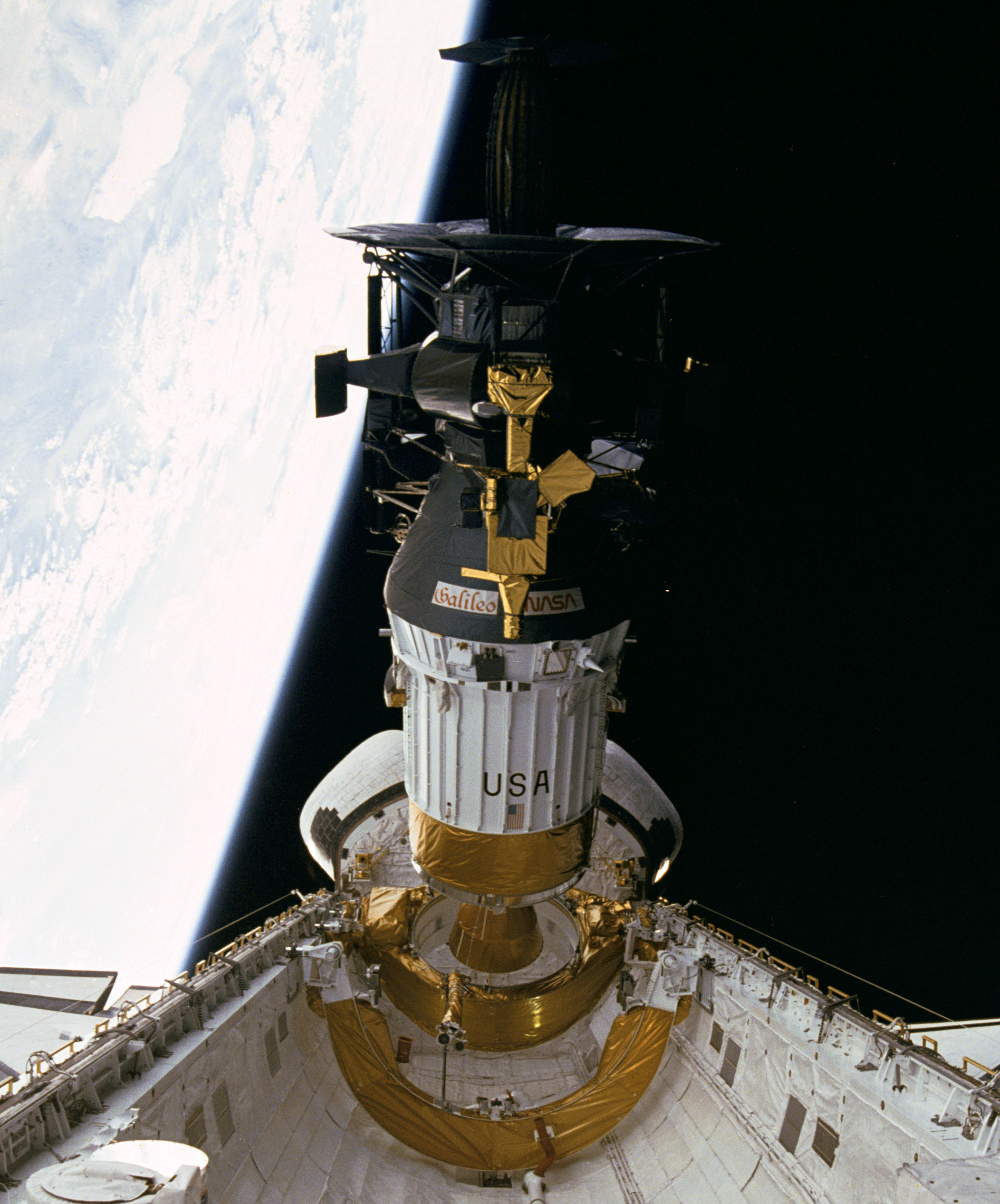
애틀랜티스 우주왕복선에서 분리되고 있는 갈릴레오 호
갈릴레오와 목성
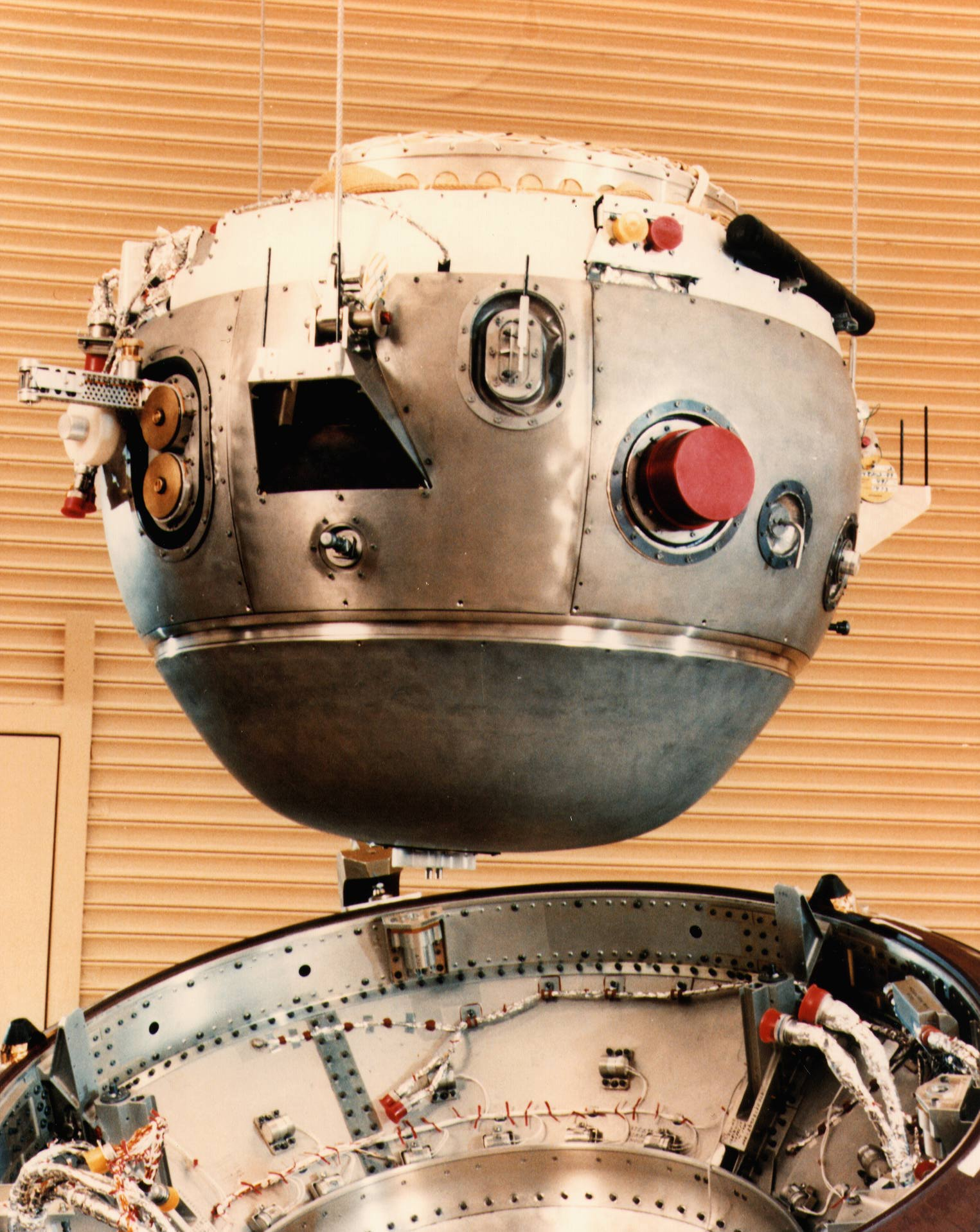
갈릴레오의 프로브
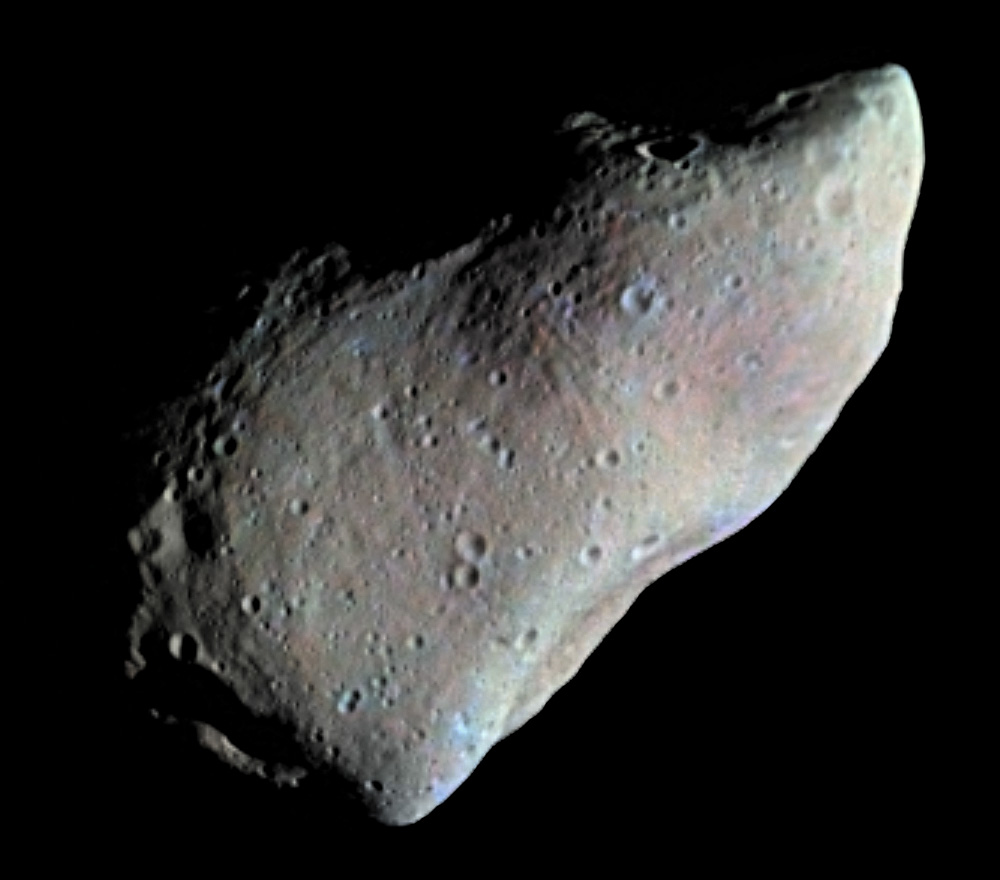
갈릴레오 탐사선이 촬영한 951 가스프라
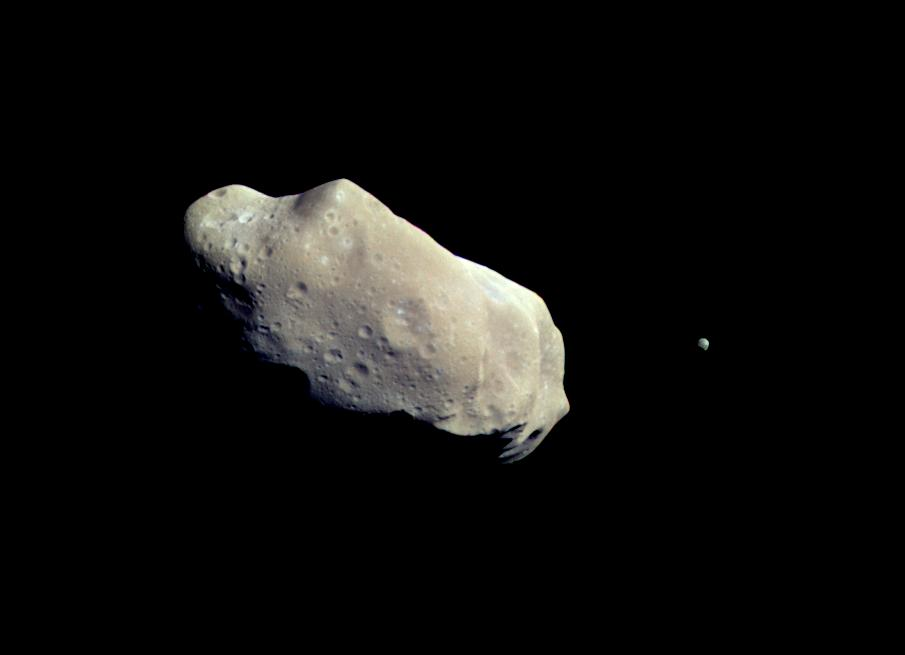
갈릴레오 탐사선이 촬영한 243 이다
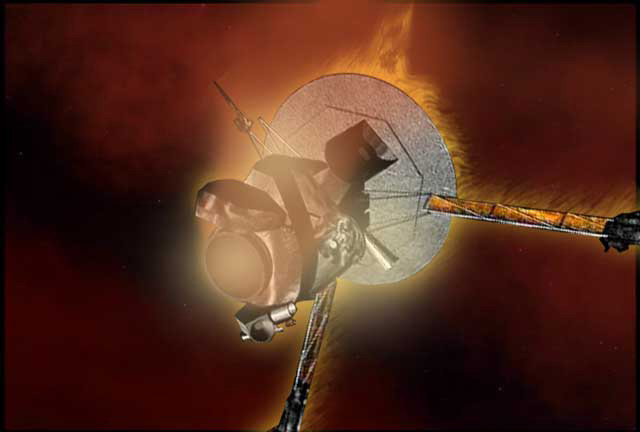
갈릴레오의 최후(상상도)